# Tuleň pruhovaný
Tuleň pruhovaný (Histriophoca fasciata) je mořský savec z čeledi tuleňovití, jediný zástupce rodu Histriophoca. Díky svému neobvyklému zabarvení patří mezi nejzapamatovatelnější ploutvonožce, avšak zároveň se jedná o jednoho z nejméně prozkoumaných. Jeho tělo je tmavé se čtyřmi světlými kruhy: kolem hlavy, každé z předních ploutví a ocasu.
Najít ho lze v (sub)arktických vodách Tichého oceánu, zejména v Beringově moři. V období rozmnožování (od března do června) se tuleni pruhovaní zdržují na ledu v oblastech se souvislejší pokrývkou moře ledovými krami (tzv. pack ice). Zbytek roku tráví v mořích daleko od pobřeží.

## Systematika
Druh popsal německý zoolog Eberhard August Wilhelm von Zimmermann v roce 1783. Druh byl původně zařazen do rodu Phoca, avšak Theodore Gill (1873) jej vyzdvihl do samostatného rodu Histriophoca. Na základě lebečních analýz tuleňovitých z roku 1970 byl status taxonu snížen na podrod v rámci Phoca. Moderní DNA analýzy (1995, 2007) nicméně poukázaly na hlubokou genetickou odlišnost a tuleň pruhovaný se moderní taxonomií řadí do samostatného rodu Histriophoca. Nejbližším příbuzným tuleně pruhovaného je tuleň grónský (Pagophilus groenlandicus).

## Popis
Dospělí jedinci mají nejvýraznější zbarvení ze všech tuleňovitých. Srst samic je světle až tmavě hnědá, srst samců je černá až hnědočerná; obě pohlaví mají na těle čtyři kontrastní světlé kruhy. Tyto kruhy se nachází kolem hlavy, ocasu a obou předních ploutví. Kruhy se u jednotlivých jedinců liší ve své šířce. U některých tuleňů pruhovaných jsou dokonce tak široké, že se spojují. U samce je kontrast mezi kruhy výraznější než u samice a nedospělého jedince. Mláďata mají po narození bílé lanugo, které po cca 5 týdnech po narození shazují a oblékají se do stříbrnošedé srsti s modrohnědým hřbetem. Podoby dospělců nabírají postupně; vzory na srsti se zvýrazňují s každým línáním a ve 3. roce života tuleni nabírají podobu dospělců.
Dospělci dorůstají délky kolem 1,5–1,75 m a váhy 70–110 kg. Novorozeňata váží kolem 10 kg. Zubní vzorec je I 3/2, C 1/1, PC 5/5 (výjimečně 6), tedy 34, případně 36 zubů. Zuby jsou nejsou velmi silné, jsou hladké a daleko od sebe.
Vedle zvláštního zbarvení srsti má tuleň pruhovaný i unikátní stavbu vnitřních orgánů. Má totiž vzduchový vak napojený na spodní část průdušnice. U samce je větší než u samice. Dosud není přesně známá jeho funkce, a tak se nabízejí dvě možné teorie. Tento vak může sloužit pro udržení se při hladině během odpočinku. Druhou hypotézou je, že tento vak slouží k produkci podvodní vokalizace.

## Výskyt a populace

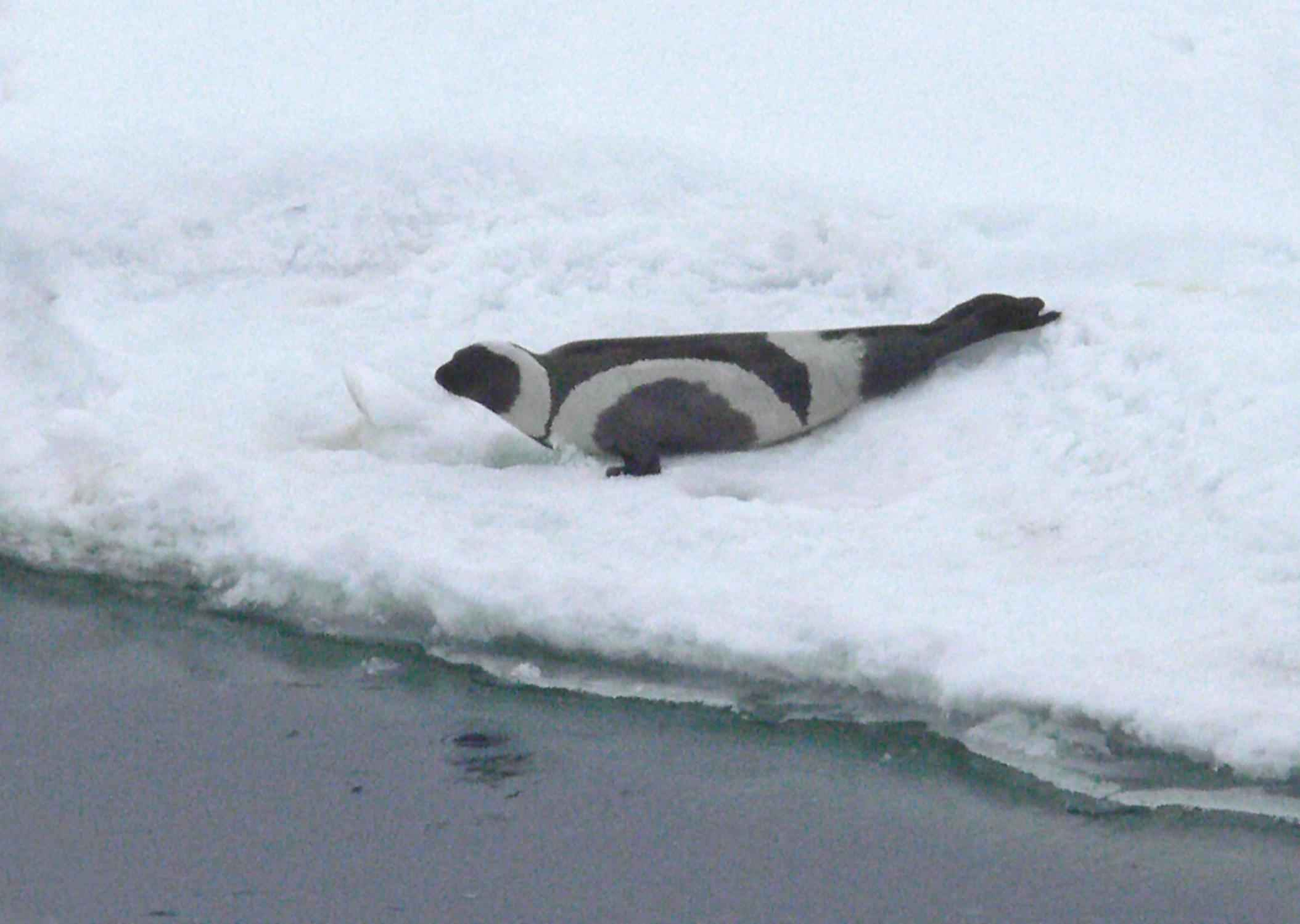
Tuleň pruhovaný na ledové kře

Tuleň pruhovaný žije v chladných vodách severního Tichého oceánu. Nejčastěji se vyskytuje v Beringově a Ochotském moři, kde využívají ledové kry (pack ice), na které často vylézají. Jakmile led na přelomu května a června roztaje, tuleni stráví léto a podzim na otevřeném moři. V tomto období se vyskytují od Hokkaidó a severních oblastí Japonského moře na východ k Aljašskému zálivu a na sever k Čukotskému, Beaufortovu a Východosibiřskému moři. Zatoulaní jedinci bývají občas spatřeni podél pobřeží Severní Ameriky a Asie. Je znám jedinec, který doplul až do Kalifornie.
Odhadnout početnost druhu je komplikované z důvodu jeho rozsáhlého areálu výskytu, který obývá v nízkých hustotách. Tuleni zároveň tráví velkou část života pelagicky, tzn. na otevřeném moři, kde jsou často pod vodou. Populace se odhaduje v širokém rozptylu 154–827 tisíců jedinců.

## Biologie

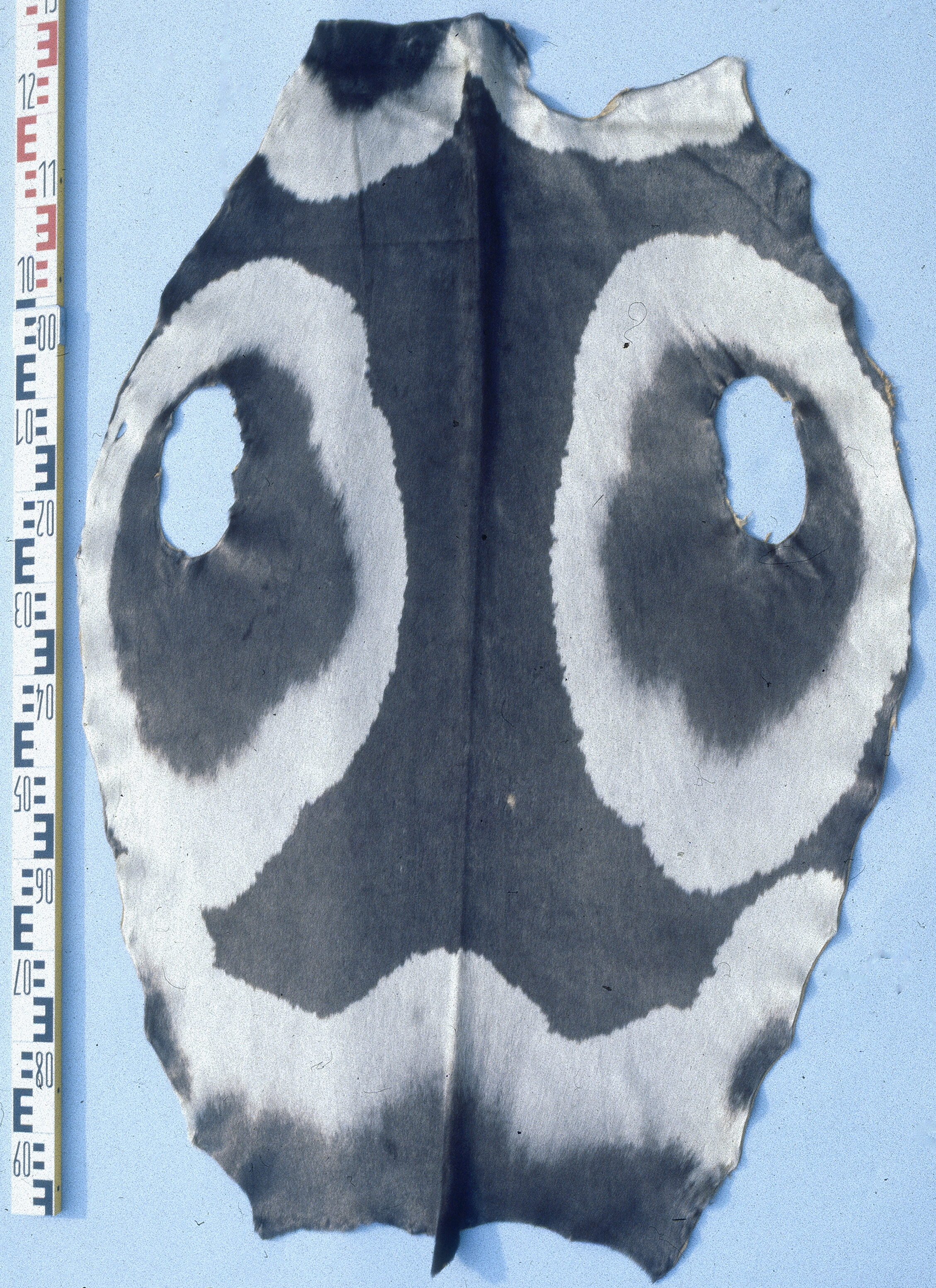
Kožešina tuleně pruhovaného

Jedná se o jednoho z nejméně probádaných ploutvonožců. Druh je významně vázán na ledovou pokrývku, na které vyvádí mláďata a líná. V oblibě má hlavně okraje souvislejší ledové pokrývky (tzv. pack ice), kde je dostatek ledových ker i nezaledněné hladiny. Dokáže si udělat v ledu díry i sám, avšak pouze do tloušťky ledu do 15 cm. Většinu času tráví samotářsky, pouze v době říje a línání se sdružuje na ledu do volných uskupení. Na ledu se dokáže umě pohybovat. Nejdříve se zachytne do ledu drápy na svých předních ploutvích, načež se hadovitými pohyby ze strany na stranu posouvá po ledu za střídavého zarytí levé a pravé přední ploutve do ledu. Takovýto způsob pohybu je u tuleňovitých nezvyklý. K predátorům tuleně pruhovaného patří kosatky a velké druhy žraloků.

### Potrava
O potravních zvyklostech se toho moc neví. Problémem je to, že v době, kdy se tuleni pruhovaní vyskytují na ledu, a je tedy je snadné ulovit a provést analýzu žaludků, tuleni moc nejedení. Podle analýzy obsahu žaludků tuleňů pruhovaných Beringova moře z období mezi březnem a červencem tuleni jedí hlavně krevety, kraby a vidlonožce (Mysidacea). Podle jiné analýzy tuleňů z Beringova moře mezi březnem a červnem zase jedí hlavně tresky.

### Rozmnožování

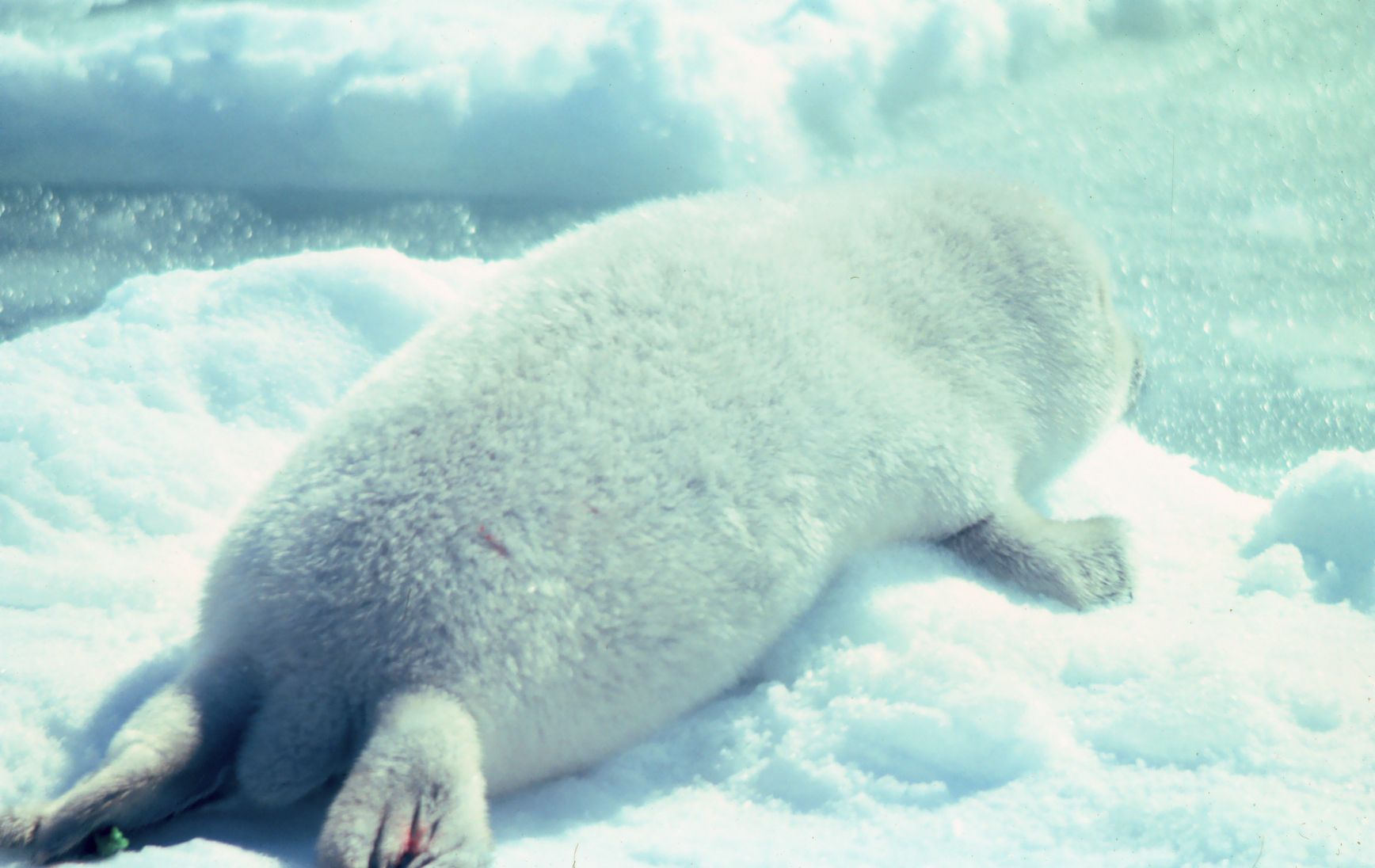
Mládě tuleně pruhovaného

K vrhům dochází na ledu při okraji souvislejší ledové pokrývky (pack ice) během března a dubna. Samice rodí pouze jedno mládě. Mláďata jsou krmena tučným mateřským mlékem po dobu kolem 3–4 týdnů. V této době tráví samci většinu času ve vodě. Krátce po odstavení mláďat samice kopulují se samci, načež nastává doba línání, ke kterému dochází na ledu. Samci dosahují pohlavní dospělosti ve věku 3–5 let, samice 2–4 let. Může se dožít snad až 30 let.

## Ohrožení
Ekologie druhu je silně napojena na vodu a mořský led. Předpokládá se, že po ubytí ledové pokrývky bude jen málo přizpůsobivý na souš. Tuleni jsou negativně ovlivňováni komerčními rybáři z Japonska, Ruska a Aljašky, kteří nechtěně uloví řádově (nejméně) stovky jedinců ročně. Další hrozbu představuje přímá kompetice s rybáři, kteří se často zaměřují na druhy ryb jako jsou tresky, které patří do jídelníčku tuleňů. Stavy těchto ryb ze zdají být stabilní, avšak to se může v budoucnu změnit s tím, jak se budou moře oteplovat a vzorce pohybu ryb se budou měnit.